# Пулиха (Вологодская область)
Пулиха — упразднённая деревня в Сямженском районе Вологодской области.
Входит в состав Устьрецкого сельского поселения, с точки зрения административно-территориального деления — в Устьрецкий сельсовет. Позже в состав Ногинского сельского поселения.
Расстояние по автодороге до районного центра Сямжи — 28 км, до центра муниципального образования Усть-Реки — 7 км. Ближайшие населённые пункты — Сафониха, Федосиха, Бурдуково.
9 мая 2020 года была упразднена.
По данным переписи в 2002 году постоянного населения не было.